# Abbaye de Schweiklberg
L’abbaye de Schweiklberg est une abbaye appartenant à la congrégation des Bénédictins missionnaires de Sainte-Odile. Elle se trouve à Vilshofen an der Donau en Basse-Bavière. Elle produit une eau-de-vie réputée.

## Histoire
L'abbaye a été fondée comme prieuré en 1904 par le P. Célestin Maier (1871-1935) de l'abbaye Sainte-Odile, à la tête de cinq moines, qui fait construire une maison de formation pour les futurs missionnaires de la congrégation.
Elle est élevée au rang d'abbaye en 1914, lorsque la congrégation ottilienne est réorganisée et la construction de l'abbaye se termine en 1925. L'abbaye est confisquée par les autorités d'avril 1941 à 1945. Elle connaît une période d'expansion dans les années 1930 (155 moines) et à nouveau à la fin des années 1950 (130 moines en 1960).
L'église est de style Jugendstil (construite entre 1909 et 1911) et dédiée à la Sainte-Trinité. Elle a été restaurée en 1971 et 1998. Le chemin de croix est composé de sculptures kényanes.
La communauté comprenait 46 moines en 2005, dont dix dans les missions, et 40 en 2010. La moyenne d'âge est de soixante-sept ans. L'abbaye comprend un service médicalisé pour les moines âgés ou malades.

## Maison d'enseignement
L'abbaye dirige une Realschule de 360 élèves et a fermé en 2004 l'internat-gymnasium qu'elle avait ouvert au début du XXe siècle. Les bâtiments ont été entièrement modernisés récemment.

## Abbés
- P. Célestin Maier (1914-1935), prieur de 1904 à 1914
- P. Thomas Graf (1935-1941)
- P. Willibald Margraf (1941-1967)
- P. Anselm Schulz (1967-1982)
- P. Christian Schütz (1982-2007)
- P. Rhabanus Petri (2007-2017)
- P. Benedikt Schneider (2017-2019)
- P. Richard Multerer (depuis 2019)

## Sources
- (de) Cet article est partiellement ou en totalité issu de l’article de Wikipédia en allemand intitulé « Abtei Schweiklberg » (voir la liste des auteurs).